# ميخائيل هاري
ميخائيل هاري (بالإنجليزية: Mikel Harry)‏ هو كاتب أمريكي، ولد في 28 أكتوبر 1951 في مدينة اندرسون في الولايات المتحدة، وتوفي في 25 أبريل 2017 في تشاندلر في الولايات المتحدة.